# Браус, Элизабет
Элизабет Браус (нем.  Elisabeth Brauß, 19 января 1995, Ганновер) – немецкая пианистка.

## Биография
Дочь пианиста, дирижёра, теоретика и преподавателя музыки Мартина Брауса (р. 1958). Играла с 4 лет. Училась у Елены Левит (с 2001)  и (с 2010) у Бернда Гёцке. В 2006 участвовала в концерте вундеркиндов в Штутгартской высшей школе музыки и театра. В 2007 поступила в Ганноверскую Высшую школу музыки и театра.

## Репертуар
Моцарт, Бетховен, Лист, Шопен, Шуман, Сен-Санс, Чайковский, Хиндемит.

## Концертная деятельность
Концертировала в Норвегии (2005), Украине (2006), США (2007), Китае (2008, 2009), России (2014).

## Признание
Побеждала на конкурсе Jugend musiziert (2002, 2004), Международном конкурсе фортепианной фирмы Grotrian-Steinweg (2004, 2006, 2007), Steinway-Klavierspiel-Wettbewerb в Гамбурге (2004).  Музыкальная премия Преториуса (2012).  TONALi Grand Prix (2013).